# Abierto Internacional del Bicentenario Leon 2010
L'Abierto Internacional del Bicentenario Leon 2010 è stato un torneo professionistico di tennis maschile giocato sul cemento, che faceva parte dell'ATP Challenger Tour 2010. Si è giocato a León in Messico dal 12 al 18 aprile 2010.

## Partecipanti

### Teste di serie
| Nazionalità   | Giocatore         | Ranking* | Testa di serie |
| ------------- | ----------------- | -------- | -------------- |
| Polonia       | Michał Przysiężny | 105      | 1              |
| Australia     | Greg Jones        | 196      | 2              |
| Germania      | Andre Begemann    | 198      | 3              |
| India         | Prakash Amritraj  | 200      | 4              |
| Stati Uniti   | Lester Cook       | 215      | 5              |
| Messico       | Santiago González | 217      | 6              |
| Irlanda       | Conor Niland      | 228      | 7              |
| Corea del Sud | Im Kyu Tae        | 238      | 8              |

- Ranking al 5 aprile 2010.

### Altri partecipanti
Giocatori che hanno ricevuto una wild card:
- Juan-Manuel Elizondo
- Daniel Garza
- Alfredo Moreno
- César Ramírez

Giocatori passati dalle qualificazioni:
- Kaden Hensel
- Victor Romero
- Travis Rettenmaier
- Roman Valent

## Campioni

### Singolare
Santiago González ha battuto in finale  Michał Przysiężny, 3–6, 6–1, 7–5

### Doppio
Santiago González /  Vasek Pospisil hanno battuto in finale  Kaden Hensel /  Adam Hubble, 3–6, 6–3, [10–8]